# Senyoria de Gavre
Gavre fou una senyoria de Bèlgica a Flandes amb centre a Gavre, moderna Gavere a Flandes Oriental. El primer senyor esmentat fou Rasó I de Gavre, mort vers 1070. Van seguir quatre senyors amb el mateix nom el tres primers de parentiu desconegut; Rasó IV era fill de Rasó III i fou el pare de Rasó V, tingut d'Eva de Chièvres, filla i hereva de Guiu d Chièvres.
Rasó V que va heretar la senyoria de Gavre el 1150; el 1161 fou senyor de Liedekerke i el 1179 senyor de Chièvres per herència materna; va morir entre 1186 i 1190. El va succeir el seu fill Rasó VI que va governar les tres senyories; va morir el 1218 i el seu fill gran, Rasó el va premorir el 1214, i fou el segon, que va agafar el nom de Rasó VII, el que va recollir la successió fins a la seva mort el 1241; un tercer germà (Arnold) va iniciar la branca dels Grave-Escornaix.
A la mort de Rasó VII la senyoria de Gavre i la de Chièvres va retornar a la branca primogènita dels fills del Rasó mort el 1214, amb Raso VIII (1241-1253) i Rasó IX (1253-1300). Aquesta branca va tenir continuïtat. La senyoria de Liedekerke fou per Rasó IV de Liedekerke, fill de Rasó VII; un segon fill, Arnold, va iniciar la branca dels senyors d'Herimes prínceps de Grave, i un tercer Joan Mulaert, senyor d'Exaerde, la branca dels Grave-Mulaert.

## Senyors de Gavre
- Raso I (vers 1050-1070).
- Rasó II (vers 1070-1117).
- Rasó III (vers 1117-1149) mort en batalla el 27 de juny de 1149)
- Rasó IV (1149-1150).
- Raso V (1150-1186/1190) fill.
- Rasó VI (1186/1190-1218).
- Rasó VII (1218-1241).
- Rasó VIII (1241-1253).
- Rasó IX (1253-1300)